# Batalla de Brustem
La batalla de Brustem tuvo lugar el 28 de octubre de 1467 en el pueblo de Brustem a unos 35 km. de Lieja entre un ejército borgoñés de 25.000 hombres al mando del duque Carlos el Temerario y un ejército de rebeldes liejenses de 12.500 hombres al mando de Raes de Lyntre. La batalla terminó con la victoria de Borgoña.

## Preludio
Tras convertirse en duque de Borgoña (15 de junio de 1467), tras la muerte de su padre Felipe el Bueno, estallaron varias revueltas en sus posesiones flamencas. Gante quería la restauración de sus privilegios que habían sido quitados por Felipe. La sedición de Gante fue imitada por otras ciudades, especialmente en Brabante. 
Una vez que algunas medidas de austeridad habían restablecido el orden en las ciudades de Brabante, estalló una revuelta en Lieja. Fue impulsada por Luis XI, que querían mantener las fuerzas del duque de Borgoña para no darle tiempo para pensar en Francia.

Luis XI prometía atacar Borgoña si Carlos atacaba Lieja y envió a un emisario real, François Royer, para aconsejar a los rebeldes.

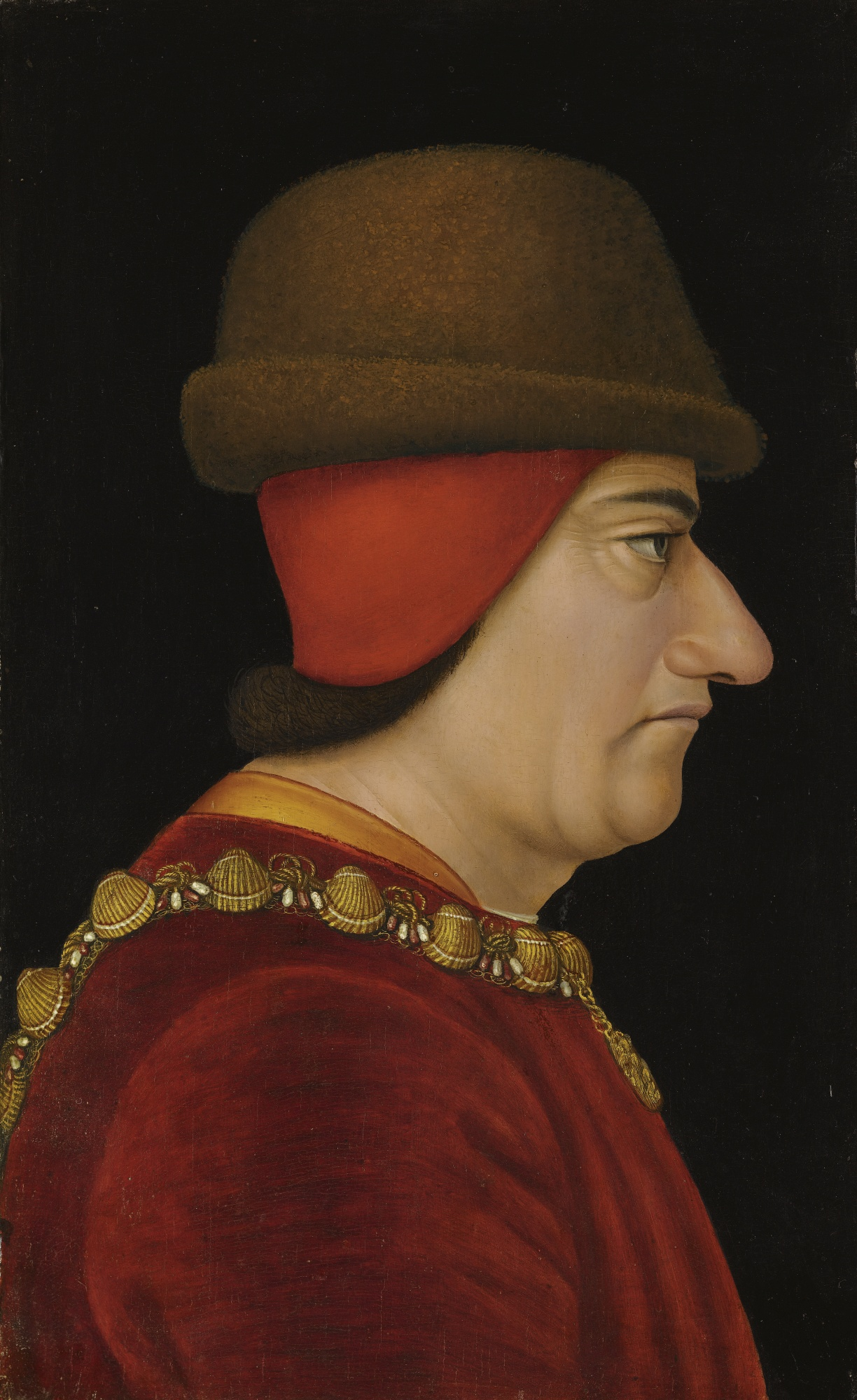
Luis XI de Francia

En Lieja la influencia de los extremistas y su popular líder de Raes de Lyntre había echo crecer una revuelta que tenía como blanco de sus iras a Luis de Borbón, obispo de Lieja. Este tuvo que abandonar la ciudad y se refugió en Huy, ciudad que fue puesta en asedio por los rebeldes liejenses. El obispo se las arregló para escapar de la ciudad pero los rebeldes se apropiaron de sus vestimentas y enseñas que fueron exhibidos públicamente en Lieja a disgusto de François Royer que aconsejaba precaución.
Carlos inicio entonces sus preparativos para doblegar a los rebeldes. En primer lugar tenía ver que hacer con los cincuenta rehenes que todavía estaban en su poder desde las rebeliones de la ciudad en vida de Felipe el Bueno. Carlos decidió darles la libertad pero si se levantaban en armas contra él, perderían sus fortunas y sus vidas.
Después convocó a su ejército y a los nobles y a los hombres armados que no tardaron en llegar desde todos sus feudos). 
Luis XI envió varias embajadas pidiendo al duque que detuviese sus preparativos sin embargo no cambiaron para nada la decisión que Carlos tenía ya tomada.
La vanguardia borgoñesa, al mando de Adolfo de Cleves, señor de Ravenstein, se adentró en las tierras de Lieja a sangre y espada. Se intentó retomar Huy pero la ciudad estaba fuertemente guarnecida.
Carlos entró en tierras de Lieja por la misma ruta y se dirigió hacia Saint-Trond donde había una guarnición rebelde de 3.000 hombres.
Mientras en Lieja no se habían quedado inactivos y reunieron un ejército de 12.500 hombres casi todo de infantería armado con largas picas. Este ejército tenía previsto salir de Lieja el día 21 de octubre para alejar la guerra lo más posible de la ciudad pero unas fuertes tormentas y la muerte del caballo de uno de sus líderes postergaron la salida. Finalmente el ejército se puso en marcha la tarde del 23 de octubre acompañado por una procesión de clérigos que habían sido obligados a seguirlos y que llevaban la bandera de San Lamberto y la estatua de la Virgen. El ejército salió de la ciudad despedido por el repique de todas las campanas de la ciudad.
Los dos ejércitos llegaron a las cercanías de Saint-Trond casi simultáneamente. El duque se presentó ante esta ciudad la tarde del 27 de octubre mientras que las tropas liejenses se establecían en el cercano pueblo de Brustem situado a media legua de distancia.
El terreno era plano, pero cortado en varios lugares por una extensa ciénaga, zanjas y setos que formaban los límites de los campos alrededor del pueblo y ofrecían grandes obstáculos a los movimientos de la caballería.

## El ejército de Carlos el Temerario
Carlos el Temerario, había heredado unas posesiones grandes pero fragmentadas. Su idea era poder unirlas para obtener la corona real y volver a formar el reino de Lotaringia. 

Posesiones de Carlos el Temerario

El mayor problema era que sus posibilidades de expansión estaban bloqueadas por el rey francés y por el emperador alemán.
Para hacer frente a estos poderosos rivales Carlos reclutó un ejército muy completo que reunía lo mejor de muchas tradiciones militares.
De Italia, Carlos, adoptó la caballería pesada, los ballesteros, las armas de fuego y los piqueros.  Reclutó arqueros montados ingleses y piqueros flamencos además se interesó por tener una fuerte artillería que constaba de más de 500 piezas.
El objetivo de Carlos era que todas las armas pudieran apoyarse entre sí. De esa forma los piqueros estaban mezclados con arqueros y soldados con armas de fuego, mientras que los arqueros montados estaban dispuestos en sus monturas para disparar al enemigo. La artillería se desplegaría en ángulo.
Desgraciadamente el sistema era muy complejo para la época. Ya que las armas de fuego no habían avanzado lo suficiente para tener una alta cadencia y existían demasiados elementos que debían trabajar juntos para lograr el objetivo esperado. 
Sin embargo esta idea de ejército triunfaría unas décadas después de mano de Gonzalo Fernández de Córdoba, el Gran Capitán, en las guerras de Italia, cuando batallones de piqueros arropados por artillería y soldados con armas de fuego con una cadencia de disparo razonable y caballería que cargaba con efectividad se convirtieron en una combinación ganadora.

## La batalla
La batalla se inició la mañana siguiente a la llegada de los dos ejércitos.
La organización y el orden de batalla de los borgoñeses había sido redactada por el duque Carlos durante la noche y personalmente, montado a caballo daba las instrucciones.
Su vanguardia, constituida por los arqueros y artillería ligera, al mando de Ravenstein.  Un cuerpo de 1.200 hombres de armas, se colocó a las alas.  El duque se encontraba en el centro con unos 800 coraceros y muchos arqueros y siempre estaba rodeada de una veintena de caballeros de élite, en concreto la responsabilidad de garantizar a la persona.  El Conde de Marle tuvo bajo su mando en la retaguardia, donde había cerca de 500 jinetes.  Esta división estaba destinada a proteger la retirada en caso de necesidad, y a contener la guarnición de Saint-Trond, encargado por Fox Rouveroi.  Por último, Carlos había dejado en el campamento a un gran cuerpo de hombres armados por si el ejército de Luis XI se atrevía a presentarse, como habíamos dicho, el rescate de Lieja.
Ambos ejércitos estaban equipados con cañones y el fuego anunció el comienzo del conflicto. A lo largo de la mañana, las dos partes intercambiaron disparos pero sin causar grandes daños al bando contrario.
Carlos temía que si terminaba así el día por la noche los liejenses podrían llevar a cabo un ataque al amparo de la oscuridad por lo tanto decidió que antes de que llegase el ocaso debía haber tenido lugar un combate.
Carlos el Temerario desmontó a sus arqueros y los ordenó marchar para encontrar un camino entre las zonas pantanosas y las zanjas por donde pudieran avanzar los hombres de armas. Encontraron un camino que los llevó hasta el pueblo de Brustem y los hombres de armas dirigidos por Balduino, hijo bastardo de Felipe el Bueno, lanzó un ataque contra los rebeldes.
El choque entre las tropas fue brutal sin embargo los rebeldes pudieron reponerse gracias entre otras cosas a las barreras naturales que hacían muy difícil realizar una carga efectiva. Finalmente los caballeros de armas tuvieron que replegarse tras los arqueros en el pueblo.
La artillería rebelde renovó su bombardeo esta vez dirigido contra las fuerzas que se encontraban en Brustem y en esta ocasión el bombardeo se mostró más eficaz. En respuesta a la artillería, los arqueros comenzaron a disparar contra las tropas rebeldes.
Tan pronto como las flechas de los arqueros se gastaron se vieron obligados a retirarse. Los hombres de armas debían haber avanzado en su apoyo pero no lo hicieron y los piqueros liejenses avanzaron contra los arqueros matando a un número considerable de ellos. Las enseñas borgoñesas vacilaron y parecía que los rebeldes vencerían pero los arqueros dirigidos por Philippe de Crévecoeur desenvainaron sus espadas largas a dos manos y atacaron a los piqueros con tal ímpetu que las formaciones rebeldes se deshicieron y el pánico se extendió entre ellos.
La caída de la noche salvo la vida de muchos rebeldes, incluyendo a Raes de Lyntre. Los borgoñeses los persiguieron más de una legua y media hasta dos horas después de la caída de la noche.
Fastré-Barre, Burgomaestre de Lieja, perdió la vida. Los vencidos perdieron 6.000 hombres por lo menos, en este día, otros dicen que 9000.  Salieron de las manos del enemigo 500 carretas que transportaban alimentos y municiones, cañones  y 120 culebrinas.
Carlos perdió sólo ochocientos hombres.

## Consecuencias
Con la victoria borgoñesa la ciudad de Saint-Trond perdió toda esperanza de ser rescatada. La ciudad se rindió respetándose la vida de sus habitantes y defensores a condición de que sus paredes fueron demolidas, que pagaría veinte mil florines, y entregaría diez hombres elegidos por el duque. Había entre ellos seis rehenes pocos días antes había regresado y todos fueron decapitados.

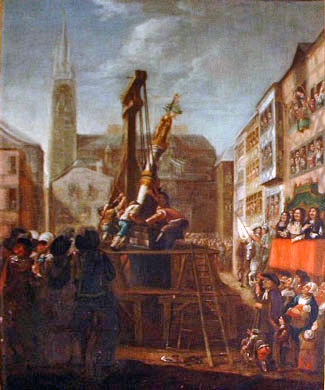
Alzado del Perron, símbolo de la libertad de Lieja que fue desmantelada por Carlos el Temerario

El duque después continuó su viaje a Lieja después. El 11 de noviembre, los borgoñones acamparon frente a la ciudad de Lieja.
La ciudad de Lieja estaba dividida entre los que querían la paz y los que querían continuar la resistencia a ultranza.
Algunos de los anteriores rehenes estaban trabajando con todas sus fuerzas a favor del duque y la mayoría de la gente moderada parecía unirse a la paz.
Al final la paz prevaleció y Lieja acepto las condiciones del duque mientras Raes de Lyntre con 4.000 hombres abandonaba la ciudad, Lieja se entregó. Trescientos cuarenta ciudadanos de rodillas presenciaron la entrega de llaves al duque y suplicaron perdón. 
Las puertas de la ciudad fueron desmontadas y tendidas en el suelo. Las tropas hicieron su entrada, Carlos entre ellos con la espada desenvainada y su manto cubierto con terciopelo y adornado con piedras preciosas. A su derecha se encontraba el obispo.
El duque prohibió a sus tropas el saqueo. La vida de los habitantes de la ciudad fue respetada. Sin embargo derogo la constitución y las leyes de Lieja. Sus estatutos y privilegios fueron declarados anulados. Los tribunales se disolvieron. El gobierno municipal fue eliminado. Las murallas y fortificaciones debían ser demolidas.  Cinco o seis de los rehenes que había roto su promesa fueron decapitados.
Carlos salió de Lieja, el 28 de noviembre. Antes de su partida había ordenado que una columna de cobre situada en la plaza principal en la escalinata conocida como Perron, símbolo de las libertades de Lieja, debía ser removida de su lugar en la plaza del palacio y lo hizo instalar en Brujas.
La ciudad de Lieja volvió a sublevarse en 1648 y tras una desesperada defensa la ciudad fue arrasada.